# Myospila polita
Myospila polita är en tvåvingeart som först beskrevs av Malloch 1935.  Myospila polita ingår i släktet Myospila och familjen husflugor. Inga underarter finns listade i Catalogue of Life.